# Höflein
Höflein osztrák község Alsó-Ausztria Bruck an der Leitha-i járásában. 2022 januárjában 1212 lakosa volt. 

## Elhelyezkedése

Höflein a Bruck an der Leitha-i járásban

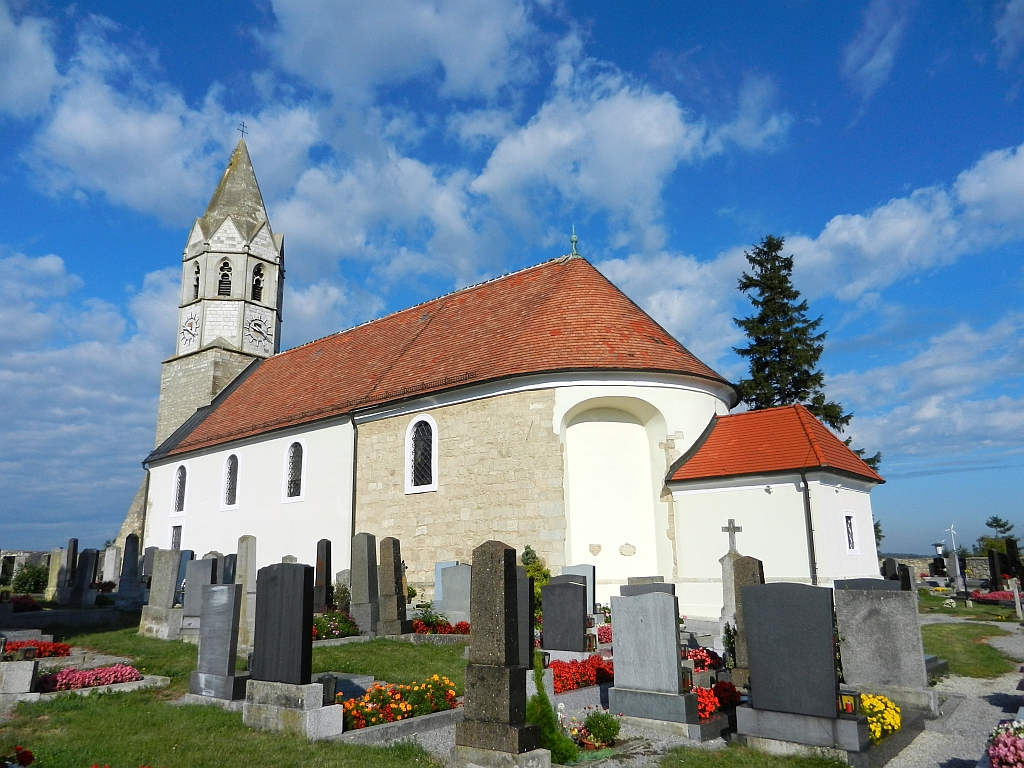
A Szt. Ulrik-plébániatempom

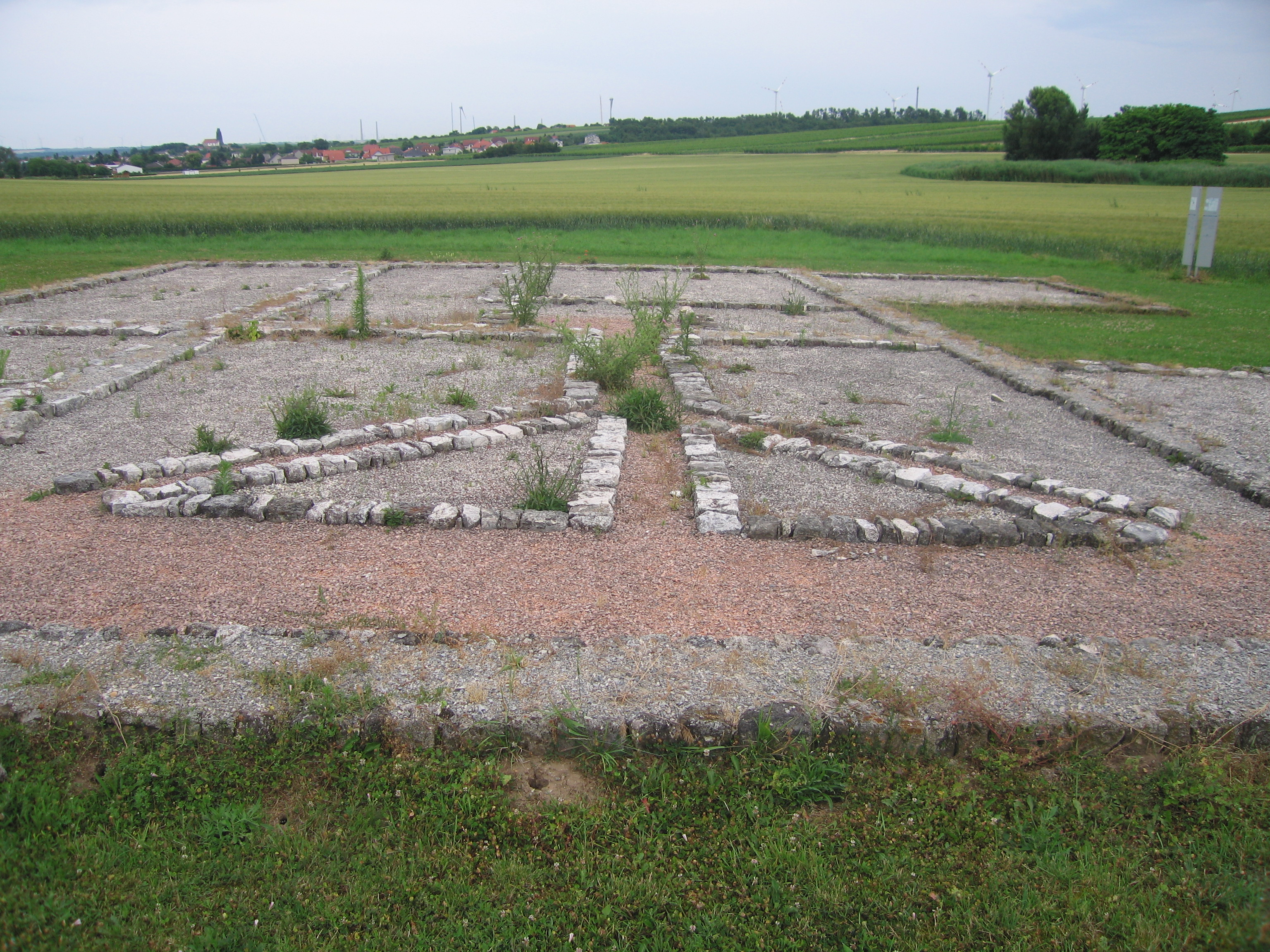
A villa rustica

Höflein a tartomány Industrieviertel régiójában fekszik, a Bécsi-medencében, a Duna és a Lajta közötti síkon. Területének 15,7%-a erdő, 65,5% áll mezőgazdasági művelés alatt. Az önkormányzathoz egyetlen település tartozik. 
A környező önkormányzatok: északra Scharndorf, keletre Rohrau, délre Bruck an der Leitha, délnyugatra Göttlesbrunn-Arbesthal, északnyugatra Haslau-Maria Ellend.

## Története
Az ókorban a község területe a római Pannonia provinciához tartozott, a közelben feküdt Pannonia Superior provincia székhelye, Carnuntum. A község területén ebből a korból egy kis erődítményt, három őrtornyot és egy villa rusticát tártak fel. 
Höfleint 1083-ban említik először, egy adománylevélben, melyet II. Diepold von Vohburg tett a göttweigi apátságnak. 1233-ban Civakodó Frigyes herceg Höflein mellett verte vissza az Ausztriába betörő magyarokat. Bécs 1529-es ostromakor a törökök elpusztították a falut, lakosságát megölték vagy elhurcolták, templomát lerombolták. Ezután Höfleint horvátokkal telepítettek újra. 1605-ben Bocskai István hajdúi, 1609-ben a rácok, 1619-ben pedig Bethlen Gábor csapatai fosztották ki a települést. Bécs második, 1683-as török ostromakor a falu ismét teljesen elpusztult, templomáról feljegyezték, hogy még 10 évvel később sem épült újjá. 1704-ben az újratelepített Höfleint Rákóczi kurucai rabolták ki és gyújtották fel. 1805-ben és 1809-ben Napóleon katonái szállták meg az akkor 157 házból álló települést. 
Az 1848-as forradalom után felszámolták a feudális birtokokat, Höfleinben is megalakulhatott a községi önkormányzat és polgármestert választottak.

## Lakosság
A höfleini önkormányzat területén 2022 januárjában 1212 fő élt. A lakosságszám 1961 óta többé-kevésbé gyarapodó tendenciát mutat. 2020-ban az ittlakók 94,8%-a volt osztrák állampolgár; a külföldiek közül 1% a régi (2004 előtti), 2,6% az új EU-tagállamokból érkezett. 0,7% az egykori Jugoszlávia (Szlovénia és Horvátország nélkül) vagy Törökország, 0,9% egyéb országok polgára volt. 2001-ben a lakosok 88,9%-a római katolikusnak, 3,7% evangélikusnak, 1% mohamedánnak, 5,3% pedig felekezeten kívülinek vallotta magát. Ugyanekkor a legnagyobb nemzetiségi csoportot a németek (96%) mellett a magyarok alkották 1,2%-kal.
A népesség változása:

| 2016 | 1 240 |
| 2018 | 1 234 |

## Látnivalók
- a Szt. Ulrik-plébániatemplom
- római-kori erődítmény- és villamaradványok

## Fordítás
- Ez a szócikk részben vagy egészben  a   Höflein (Niederösterreich) című német Wikipédia-szócikk ezen változatának fordításán alapul.  Az eredeti cikk szerkesztőit annak laptörténete sorolja fel. Ez a jelzés csupán a megfogalmazás eredetét és a szerzői jogokat jelzi, nem szolgál a cikkben szereplő információk forrásmegjelöléseként.